# De Bol op Redichem
De Bol Op Redichem in Culemborg is de enig overgebleven buitenplaats langs de Beusichemse Dijk, ter hoogte van de Redichemse Waard. Het hoofdgebouw en de historische parkaanleg zijn een rijksmonument.

## Geschiedenis
In 1640 liet Philips Theodoor van Waldeck-Pyrmont, graaf van Culemborg, ter plaatse een 'Speel oft Sommerhuys' bouwen. Het huis ligt aan het Rondeel, een oud wandelbos dat eveneens in 1640 is aangelegd. Het Rondeel bestaat uit een vierkant stelsel van lanen (carré). De lanen werden met iepen beplant, de tussenliggende vakken de 'Percken' met vruchtbomen. Het speelhuis werd op een hoogte gebouwd die de Kerswerff of De Bol genoemd werd. Het gebouw telde enige vertrekken en had aan de zijkant een traptorentje. In 1672 werd het huis door Franse troepen zwaar beschadigd en de lanen van het wandelpark gekapt. De bouwval is daarna afgebroken, maar de naam De Bol bleef behouden.
In 1859 werd het perceel met aangrenzende landerijen verkocht aan het rooms-katholieke klein seminarie der Jezuïeten te Culemborg. In 1860 werd hier voor de paters en de leerlingen een 'villa' gebouwd die de naam 'Tusculum' kreeg, genoemd naar het buitenverblijf van Cicero in de bergen bij Rome. Hier verpoosde men zich tweemaal per week met balspelen als cricket en kegelen. In 1888 werd het Tusculum van 1860 door het huidige gebouw vervangen in neogotische en Chinese stijl. Om de spelen binnen te kunnen uitoefenen werd het voorste deel van het huis niet onderverdeeld en meer dan vijf meter hoog. In 1935 werd het seminarie verplaatst naar Apeldoorn. Het speelhuis der Jezuïeten raakte in verval. In 1961 werd het huis gered door aankoop door een particulier.
In 1963 werd het huis gerestaureerd en wat het uiterlijk betreft teruggebracht in de oorspronkelijk bedoelde architectuur. Dit gebeurde onder toezicht en met steun van Monumentenzorg. In 1969 werd het huis weer gemeubileerd. Sindsdien fungeert het als woonhuis. Het pannendak is bedekt met de zogenaamde Oegstgeester dakpan.

## Eigendomsgeschiedenis
- 1859-1957 Bisdom Utrecht
- 1957-1961 Johannes Marinus Driesen[1]
- 1961-1984 Hendrick Jan Willem Brouwer met echtgenote Yvette Tjerstrup
- 1984-2016 Hendrik van der Steenhoven[2]
- 2016-2024 Emile Hoekstra

## Trivia
In 2011 werd de toenmalige bewoner van het landgoed, antiekhandelaar Hendrik van der Steenhoven dood gevonden in de gracht van Huis den Bol. Hij was een van de terugkerende gasten van het televisieprogramma Bij ons in de PC. Er bleek geen sprake te zijn van een misdrijf.